# Dupinić Mali
Dupinić Mali je nenaseljeni otočić uz sjevrrnu obalu Kaprija, od kojeg je udaljen 900 metara. Najbliži otok je Dupinić Veli, koji se nalazi oko 400 metara južnije.
Površina otoka je 0,104 km2, duljina obalne crte 379 m, a visina 9 metara.

## Vanjske poveznice
|  | Zajednički poslužitelj ima još gradiva o temi Dupinić Mali |